# The Da Vinci Code (игра)
The Da Vinci Code (рус. Код да Винчи) — компьютерная игра в жанре action-adventure с видом от третьего лица, разработанная студией The Collective и изданная компанией 2K Games. Выпущена 19 мая 2006 года на платформах Windows, PlayStation 2 и Xbox. На русском языке игра вышла 1 сентября 2006 года.

## Игровой процесс
Игрок перемещается по локациям, решает огромное количество квестовых заданий и вступает в схватки с противниками.
К сюжетным квестовым заданиям относятся поиск и размещение различных предметов, анаграммы, подбор шифров и т. д. Большая часть квестовых заданий не была переведена на русский язык из-за потери изначального смысла головоломки.
Помимо основных квестовых предметов на игровых локациях спрятаны артефакты — модели изобретений Леонардо Да Винчи, монеты и сферы планет Солнечной системы.
В процессе игры при посещении локаций и обнаружении предметов будет пополняться глоссарий, из которого можно узнать различные сведения о локации или предмете.
Механика игры на компьютере представляет совместное использование клавиатуры и мыши. В нижней части экрана выводятся подсказки, какие кнопки в какой последовательности надо нажимать. Так например, чтобы открыть окно, надо нажать W и подвинуть вперёд мышь.
При схватках с противниками надо нажимать кнопки мыши в определённом порядке, например «левая-левая-правая-правая-обе одновременно». Если последовательность будет нарушена, все действия придётся повторять снова.
В некоторых локациях можно подбирать предметы, такие как бутылки или церковные подсвечники, с помощью которых можно оглушать противников. После оглушения противника лучше всего оттащить его в укромное место, чтобы его не обнаружили и не привели в чувство товарищи.

### Персонажи
Главным героем игры является доктор Роберт Лэнгдон. В приключениях его сопровождает сотрудник полиции Софи Невё. В процессе игры надо будет неоднократно переключаться между обоими персонажами.
Антагонистами выступают полицейские, охранники, наёмники-сектанты и глава секты «Manus Dei» Сайлас.

### Сюжет
Сюжет игры построен на основе книги «Код да Винчи».
Жизнь Роберта Лэнгдона встала с ног на голову в тот день, когда был застрелен один из его старых знакомых, работавший смотрителем в Лувре. Перед смертью несчастный вырезал на своём теле пентаграмму и оставил несколько зашифрованных надписей на стенах музея. Что и кому он хотел сообщить перед отходом в мир иной? Зачем понадобилось убивать старика? Пытаясь ответить на эти вопросы, герой нашей истории знакомится с криптографом Софи Неве, и вместе они узнают, что в работах великого Леонардо да Винчи зашифрована информация о местонахождении одной из важнейших христианских святынь, один лишь факт существования которой способен пошатнуть основополагающие религиозные догматы. Заинтригованные, Лэнгдон и Софи отправляются на поиски загадочного артефакта, надеясь раскрыть тайну, ревностно оберегаемую уже более двух тысяч лет.

## Отзывы
| Сводный рейтинг    | Сводный рейтинг | Сводный рейтинг | Сводный рейтинг |
| Издание            | Оценка          | Оценка          | Оценка          |
| Издание            | PC              | PS2             | Xbox            |
| ------------------ | --------------- | --------------- | --------------- |
| GameRankings       | 57,71 %         | 56,93 %         | 53,79 %         |
| Metacritic         | 53/100          | 54/100          | 52/100          |
| Иноязычные издания |                 |                 |                 |
| Издание            | Оценка          | Оценка          | Оценка          |
| Издание            | PC              | PS2             | Xbox            |
| Eurogamer          | 5/10            | N/A             | N/A             |
| GameRevolution     | N/A             | D               | D               |
| GameSpot           | 6,5/10          | 6,5/10          | 6,5/10          |
| GameSpy            | N/A             | [ 13 ]          | [ 14 ]          |
| IGN                | 4,5/10          | 4,8/10          | 4,8/10          |
| OPM                | N/A             | [ 18 ]          | N/A             |
| OXM                | N/A             | N/A             | 3/10            |
| PC Gamer (US)      | 45 %            | N/A             | N/A             |

Игра The Da Vinci Code получила преимущественно отрицательные оценки игровых ресурсов. Версия для PC получила оценку в 53 баллов из 100 возможных на Metacritic. Версия для PlayStation 2 получила оценку в 54 балла из 100 возможных на Metacritic. И версия для Xbox получила оценку в 52 балла из 100 возможных на Metacritic.